# Elecciones presidenciales de Maldivas de 2023
Las elecciones presidenciales se realizaron en las Maldivas el 9 de septiembre de 2023, con una segunda vuelta celebrada el 30 de septiembre. El presidente en ejercicio, Ibrahim Mohamed Solih, buscaba la reelección para un segundo mandato de cinco años. Los otros dos contendientes son Abdulla Yameen, expresidente y líder del Partido Progresista de Maldivas, y Mohamed Nazim, exministro de Defensa y Seguridad Nacional y líder del Partido Nacional de Maldivas.

## Sistema electoral
El presidente de las Maldivas es elegido mediante el sistema de dos vueltas El presidente es elegido por voto directo cada cinco años y solo puede ser elegido por un máximo de dos mandatos, que es el límite permitido por la Constitución. La ley y la constitución de las Maldivas otorgan a sus ciudadanos el derecho a votar y postularse para cargos públicos a la edad de 18 años. 
En las elecciones, el candidato que recibe la mayoría (más del 50%) de los votos válidos emitidos es elegido presidente. Si ningún candidato recibe una mayoría absoluta, la elección pasa a una segunda vuelta (o segunda vuelta), que debe celebrarse no menos de 21 días después del día inicial de la elección entre los dos candidatos principales. El candidato que recibe la mayoría de los votos es elegido presidente.   Los resultados oficiales son anunciados por la Comisión Electoral y publicados en la gaceta del gobierno dentro de los siete días posteriores al día de la votación de las elecciones presidenciales.

## Candidatos
El Partido Democrático de Maldivas celebró elecciones primarias para elegir a su candidato presidencial el 28 de enero de 2023. Nasheed acusó a Solih de intentar manipular las primarias presidenciales. El presidente del Partido Democrático de Maldivas, Fayyaz Ismai, defendió las primarias y reiteró que se llevarán a cabo de acuerdo con la constitución del partido.
- Ibrahim Mohamed Solih, presidente titular y miembro del Partido Democrático de Maldivas[6]

Nominado por el Partido Progresista de Maldivas y el Congreso Nacional Popular.
- Abdulla Yameen, expresidente y líder del Partido Progresista de Maldivas.[8]

Nominado por el Partido Nacional de Maldivas.
- Mohamed Nazim, exministro de Defensa y Seguridad Nacional y líder del Partido Nacional de Maldivas.[10]

Nominado por el Partido Republicano.
- Qasim Ibrahim, expresidente del Majlis y exministro de Asuntos Internos.